# 三丁目的夕陽
《ALWAYS幸福的三丁目》（日語：ALWAYS 三丁目の夕日），山崎貴执导的日本電影。改編自西岸良平的漫畫《三丁目的夕陽》。2005年11月5日上映。由吉岡秀隆、堤真一、藥師丸博子、小雪、堀北真希等主演。電影系列的第二部和第三部分別在2007年和2012年上映。

## 情節
以1958年的日本東京都下町為舞台，描述夕日町三丁目的普通百姓的日常生活。
懷著文學家夢想的點心店店主茶川龍之介（吉岡秀隆 飾）生活拮据，只能在三流兒童刊物上連載兒童小說。居酒屋美麗的老闆娘石崎廣美（小雪 飾）還拜託龍之介收養一名孤兒古行淳之介（須賀健太 飾）。本來百般不願意的龍之介在得知淳之介是他的忠實讀者之後對他轉變態度，漸漸把自己當作淳之介的父親。看到龍之介的善良和純粹，廣美也逐漸對龍之介產生愛意。龍之介鼓起勇氣向廣美求婚，廣美馬上答應了，但是結婚前夕，廣美突然失蹤，淳之介的親生父親也找來了……
住在龍之介對面的是經營汽車修理店的鈴木則文（堤真一 飾）一家，他和溫柔的妻子知江（藥師丸博子 飾）、淘氣的兒子一平（小清水一揮 飾）一起生活著。店裡來了從青森來就職的女孩星野六子（堀北真希 飾），六子之前以為鈴木汽車是家大型汽車公司，哪知是一家小型維修店，但是六子依然謙虛地在店裡勤奮工作。則文一開始對六子有所誤會，但誤會化解後，六子已完全融入了鈴木一家。

## 演員
- 茶川龍之介：吉岡秀隆
- 鈴木則文：堤真一
- 鈴木知江：藥師丸博子
- 石崎廣美：小雪
- 星野六子：堀北真希
- 宅間史郎：三浦友和（特別演出）
- 鈴木一平：小清水一揮
- 古行淳之介：須賀健太
- 大田金：罇真佐子
- 宅間的妻子：麻木久仁子
- 宅間的女兒：重本愛瑠
- 川淵康成：小日向文世
- 佐竹：小木茂光
- 古行和子：奥貫薰
- 靜夫：石丸謙二郎

## 製作
- 導演、編劇、視覺特效：山崎貴
- 原作：西岸良平
- 編劇：古澤良太
- 攝影：柴崎幸三
- 照明：水野研一
- 美術：上條安里
- 視覺特效：澀谷紀世子
- 錄音：鶴卷仁
- 剪輯：宮島龍治
- 音樂：佐藤直紀
- 主題曲：D-51《ALWAYS》
- 主演：吉岡秀隆

### 製作委員會
- 日本電視台
- ROBOT
- 小學館
- Vap
- 東寶
- 電通
- 讀賣電視台
- 讀賣新聞
- 白組
- IMAGICA
- 札幌電視台
- 宮城電視台
- 中京電視台
- 廣島電視台
- 福岡放送

## 榮譽獎項
- 第30回報知電影獎（2005年11月29日發表）
  - 最佳影片
  - 最佳男配角：堤真一
  - 最佳女配角：藥師丸博子
- 第18回日刊體育電影大獎（2005年12月28日頒獎）
  - 石原裕次郎獎
  - 最佳男配角：堤真一
  - 最佳女配角：藥師丸博子
  - 第1回日刊體育電影讀者獎（242部國產電影中第1位）
- 第60回毎日電影獎（2006年1月19日發表）
  - TSUTAYA支持者獎
  - 最佳攝影：柴崎幸三
  - 最佳美術：上條安里
  - 最佳技術：視覺特效工作人員
- 第20回數碼內容大獎（2006年1月25日）
  - DCAj會長獎：山崎貴導演、白組
- 2005年日本網絡電影大獎
  - 日本電影作品獎
- 第11回AMD獎（2006年2月1日）
  - Best Director獎：山崎貴
- 第27回橫濱電影節 （2006年2月5日）
  - 最佳技術：山崎貴
  - 最佳女配角：藥師丸博子
  - 最佳新人：堀北真希
- 2005年度日本電影筆友俱樂部獎 （2006年2月6日）　
  - 最佳日本電影
- 第48回藍絲帶獎（2006年2月7日）
  - 最佳男配角：堤真一
  - 最佳女配角：藥師丸博子
- 2006金箭獎（2006年2月9日）
  - 作品獎「TV Taro獎」（電影部門）
  - 製作人獎：阿部秀司
  - 新人獎：堀北真希
- 第79回電影旬報十佳獎（2006年2月11日）
  - 讀者選出日本電影十佳第1位
  - 委員選出日本電影十佳第2位
  - 日本電影最佳男配角：堤真一
  - 日本電影最佳女配角：藥師丸博子
  - 讀者選出日本電影最佳導演：山崎貴
- 第3回電影夢俱樂部獎·最佳電影獎（2006年2月20日）
  - 電影夢俱樂部獎：東寶株式會社
  - 最佳電影獎
- 第29回日本電影金像獎（2006年3月3日發表）
  - 最佳影片
  - 最佳導演：山崎貴
  - 最佳編劇：山崎貴、古澤良太
  - 最佳男主角：吉岡秀隆
  - 最佳女主角提名：小雪
  - 最佳男配角：堤真一
  - 最佳女配角：藥師丸博子
  - 最佳音樂：佐藤直紀
  - 最佳攝影：柴崎幸三
  - 最佳照明：水野研一
  - 最佳美術：上條安里
  - 最佳錄音：鶴卷仁
  - 最佳剪輯：宮島龍治
  - 新人演員獎：堀北真希
- 第25回藤本獎（2006年6月7日）
  - 藤本獎·特別獎：阿部秀司、奥田誠治

## 外部連結
- 官方网站
- 豆瓣电影上《三丁目的夕陽》的資料 （简体中文）